# Karl Joachim Marquardt
Karl Joachim Marquardt, född 19 april 1812 i Danzig, död 30 november 1882 i Gotha, var en tysk historiker.
Marquardt blev 1836 lärare vid Danzigs gymnasium, kallades 1856 till direktor för Friedrich Wilhelmsgymnasiet i Posen och var från 1859 till sin död direktor för gymnasiet i Gotha, där han även hade högsta uppsikten över slottet Friedensteins samlingar. Han fortsatte Wilhelm Adolf Beckers Handbuch der römischen Alterthumer, av vilket verk denne vid sin död (1846) ej hunnit avsluta andra bandet. Marquardt fullföljde arbetet, så att det 1867 förelåg färdigt i fem band. Åren 1873–82 utgavs det ånyo i omarbetat skick, varvid Theodor Mommsen lämnade framställningen av romerska statsrätten och Marquardt av romerska statsförvaltningen (band 4–6) och romerska privatlivet (band 7).